# Walter Hooper
Walter McGehee Hooper (Reidsville, 27 de março de 1931 — 7 de dezembro de 2020) foi um escritor estadunidense. Em visita à Inglaterra em 1963, serviu brevemente como secretário de C.S. Lewis, e após a morte do escritor tornou-se conselheiro literário de sua obra, passando a viver em Oxford.
Hooper ajudou com o espólio literário de Lewis. Ele também trabalhou para manter as obras de Lewis impressas, além de escrever uma biografia, editar mais de 30 coletâneas de escritos e publicar quatro volumes de suas cartas.

## Biografia
Hooper nasceu como o terceiro dos cinco filhos de Archie Hooper, um encanador, e Madge Hooper, que administrava uma cantina escolar. Ele estudou educação na Universidade da Carolina do Norte, graduando-se como um MA em 1958. Ele ensinou literatura inglesa na Universidade de Kentucky por um curto período no início dos anos 1960.
Hooper foi apresentado a C. S. Lewis por um prefácio de uma tradução das epístolas do Novo Testamento que ele encontrou enquanto estudante. Ler Milagres de Lewis durante um período subsequente de serviço militar o levou a escrever uma carta de fã, o que os levou a se tornarem amigos por correspondência. No verão de 1963, Hooper visitou Oxford e encontrou Lewis para um chá em sua casa de campo, The Kilns. Além da longa conversa, Hooper também participou das reuniões dos The Inklings e de outros encontros com o famoso escritor.
Severamente debilitado pela osteoporose e insuficiência renal, Lewis ofereceu a Hooper um emprego como seu secretário de correspondência, e Hooper passou os meses seguintes digitando as cartas que Lewis ditou em resposta ao enorme volume de correspondência que recebeu de leitores ao redor do mundo. Após a morte de Lewis em 22 de novembro daquele ano, Hooper fixou residência em Oxford e se dedicou a cuidar do irmão alcoólatra de Lewis, Warren Lewis, e a fazer tudo o que podia para honrar a memória de Lewis. Depois de escrever uma biografia de Lewis com o amigo e antigo aluno de Lewis, Roger Lancelyn Green, ele passou cerca de cinco décadas coletando e editando a literatura juvenil, poemas, contos, artigos acadêmicos, jornalismo, diários e cartas de Lewis. Ele também assumiu o fardo de responder às cartas enviadas a Lewis por leitores infantis de As Crônicas de Nárnia que não sabiam que Lewis havia morrido.
Em 1972, Hooper recebeu o segundo prêmio anual Mythopoeic Scholarship Award da Mythopoeic Society em Inklings Studies, por contribuição acadêmica à crítica e apreciação da literatura de fantasia épica gerada pelos Inklings Studies. Em 1977, Hooper publicou o romance de ficção científica inacabado de C.S. Lewis, A Torre Negra, uma sequência abandonada de sua Trilogia Espacial. Kathryn Lindskoog, autora americana de um estudo sobre Lewis, escreveu um livro alegando que o romance foi parcial ou totalmente forjado por Hooper e também questionando a autenticidade de outras obras de Lewis que Hooper havia editado. Hooper rejeitou as acusações de Lindskoog, e seu ataque à integridade dele agora é geralmente reconhecido como infundado. Em particular, o professor Alastair Fowler da Universidade de Edimburgo, cuja pesquisa de doutorado Lewis supervisionou em 1952, lembrou A Torre Negra como uma história que Lewis havia discutido com ele. O enteado de Lewis, Douglas Gresham, também rejeitou as alegações de Lindskoog: "Toda essa controvérsia foi arquitetada por razões muito pessoais... Suas teorias fantasiosas foram completamente desacreditadas."

Além de seu trabalho literário, Hooper também tinha vocação religiosa: estudou para o ministério anglicano na St Stephen's House, Oxford e foi ordenado diácono em 1964 e padre em 1965. Foi capelão do Wadham College, Oxford, de 1965 a 1967, e capelão assistente do Jesus College, Oxford, de 1967 a 1970. Converteu-se à Igreja Católica em 1988 e era comungante diário no Oratório de Oxford. Segundo ele, 
Era 1988. Eu acreditava nas promessas da Igreja Católica, enquanto, ao mesmo tempo, o anglicanismo parecia uma bagunça, com seus membros dizendo coisas conflitantes sobre o aborto e muitas outras coisas [...] O anglicanismo começou a se desintegrar ainda mais desde a morte de C. S. Lewis em 1963. Tornei-me católico nos EUA — onde minha família mora — em 31 de julho de 1988. Desde então, frequento a Igreja de São Luís em Oxford.
No final da década de 1960, Hooper recebeu um pedido do gabinete do Arcebispo de Cracóvia, para traduzir Lewis para o polonês. Anos depois, o arcebispo se tornou papa. Lembrando-se de ter sido convidado a Roma para conhecer o Papa João Paulo II em 1984, quando ainda era anglicano, disse: "Quando o papa entrou na sala, foi como se o próprio Aslan tivesse chegado."
Em 1997, Hooper concluiu sua maior contribuição individual aos estudos de Lewis com o volume de 940 páginas, CS Lewis: A Companion and Guide. Ele também foi curador literário de Owen Barfield, outro membro dos Inklings, de dezembro de 1997 a outubro de 2006.
Em 2009 Hooper recebeu o prêmio Clyde S. Kilby, pelo conjunto de sua obra, do Marion E. Wade Center (Wheaton College).
Aos 89 anos, Hooper morreu de complicações da COVID-19 em 7 de dezembro de 2020, em meio à pandemia de COVID-19 na Inglaterra. Ele está enterrado no Cemitério de Wolvercote, em Oxford.